# Agnia pubescens
Agnia pubescens är en skalbaggsart som beskrevs av Aurivillius 1897. Agnia pubescens ingår i släktet Agnia och familjen långhorningar.
Artens utbredningsområde är Filippinerna. Inga underarter finns listade i Catalogue of Life.